# Wien Mitte station
Wien Mitte station är en stor underjordisk järnvägsstation i centrala Wien, Österrike, som öppnade 1859. 1959 byggdes stationen om och blev underjordisk inför uppstarten av Wiens pendeltåg 1962. 2013 byggdes stationen återigen om och ovanpå ligger Wien Mitte The Mall i flera våningar. Förutom pendeltåg så trafikerar regionaltåg samt flygplatståget CAT, City Airport Train, till Wien-Schwechats flygplats. Förbindelser finns till Wiens tunnelbana samt Wiens spårväg.

## Galleri

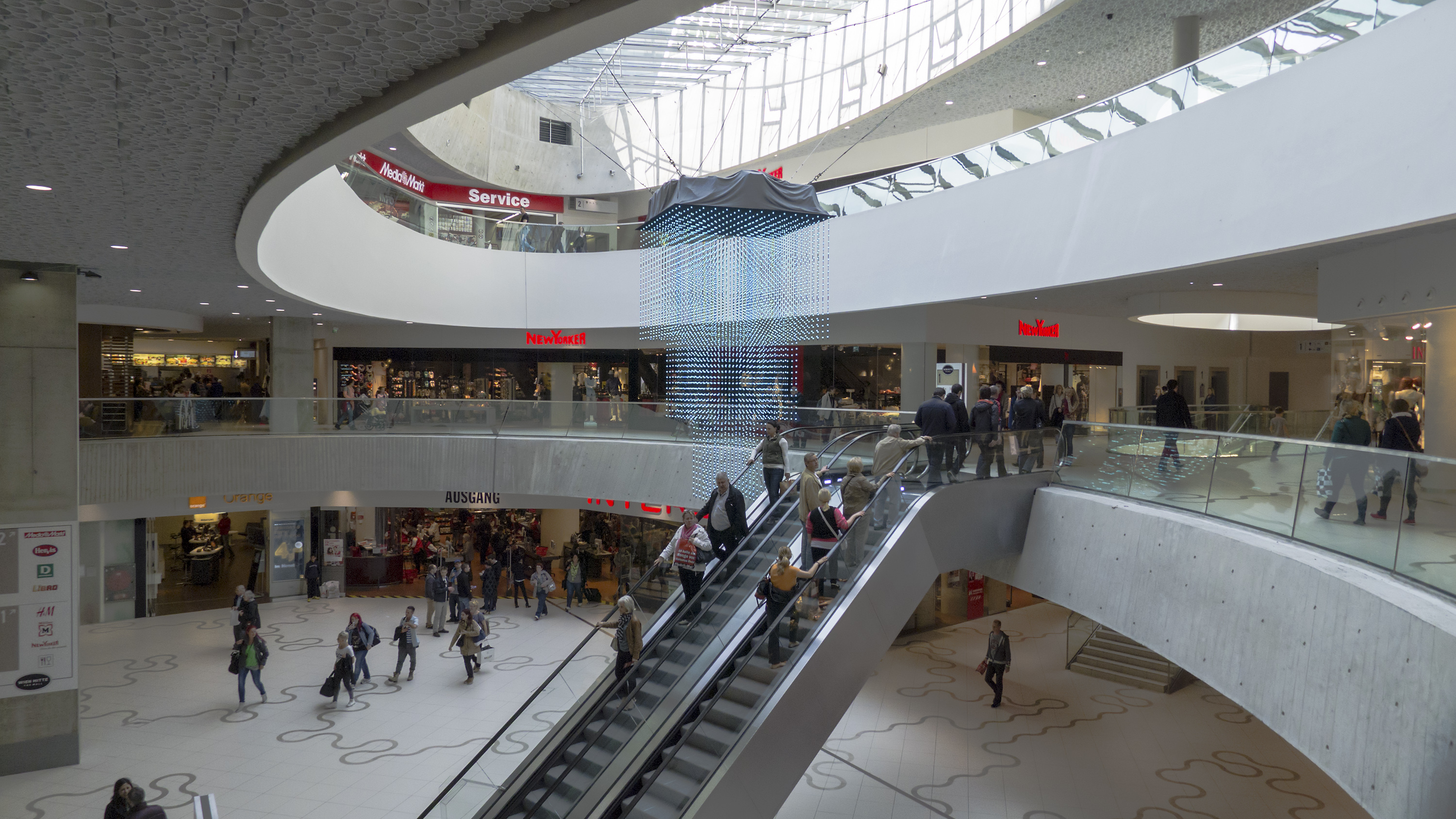
Wien Mitte The Mall
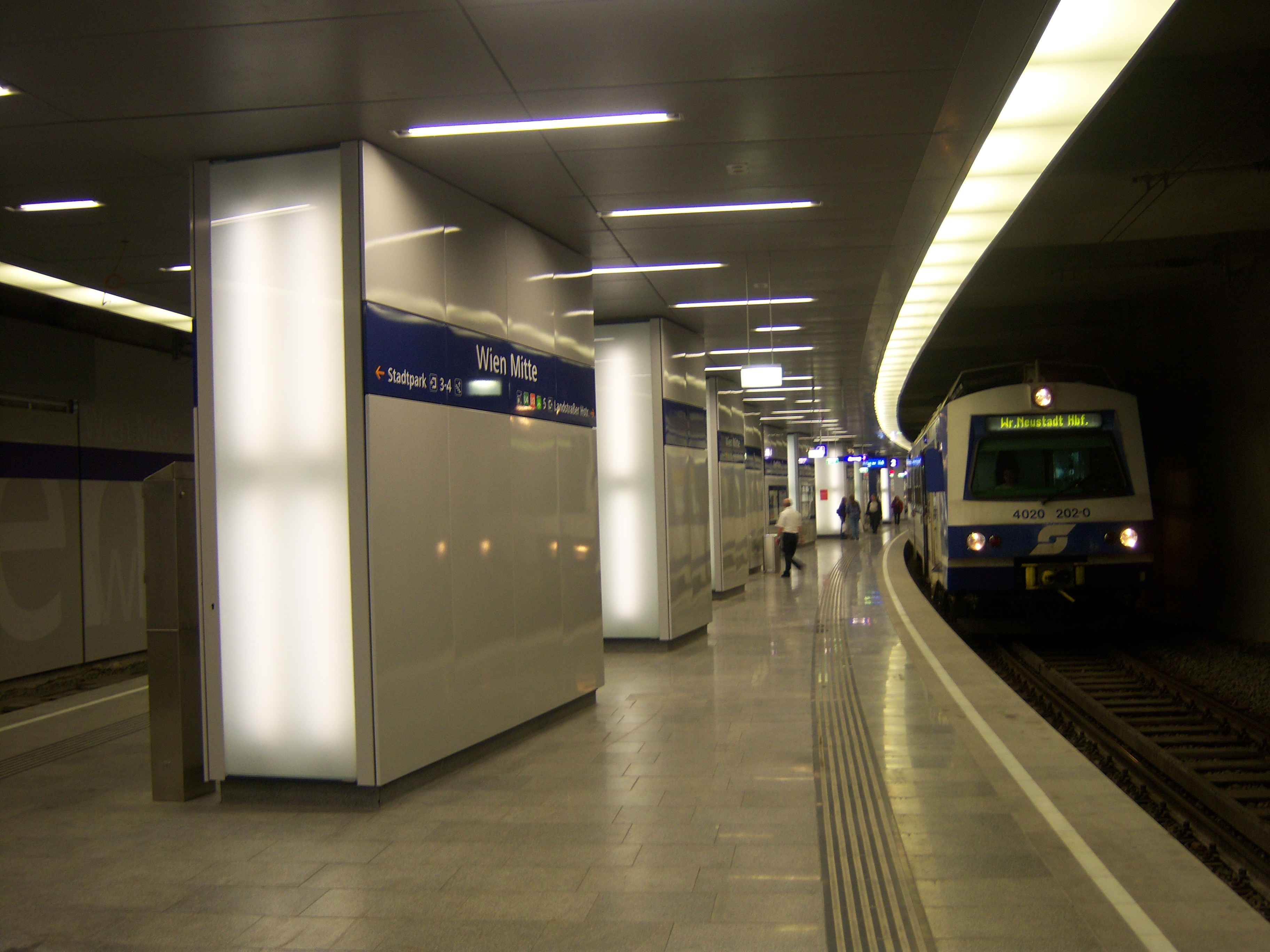
Wiens pendeltåg
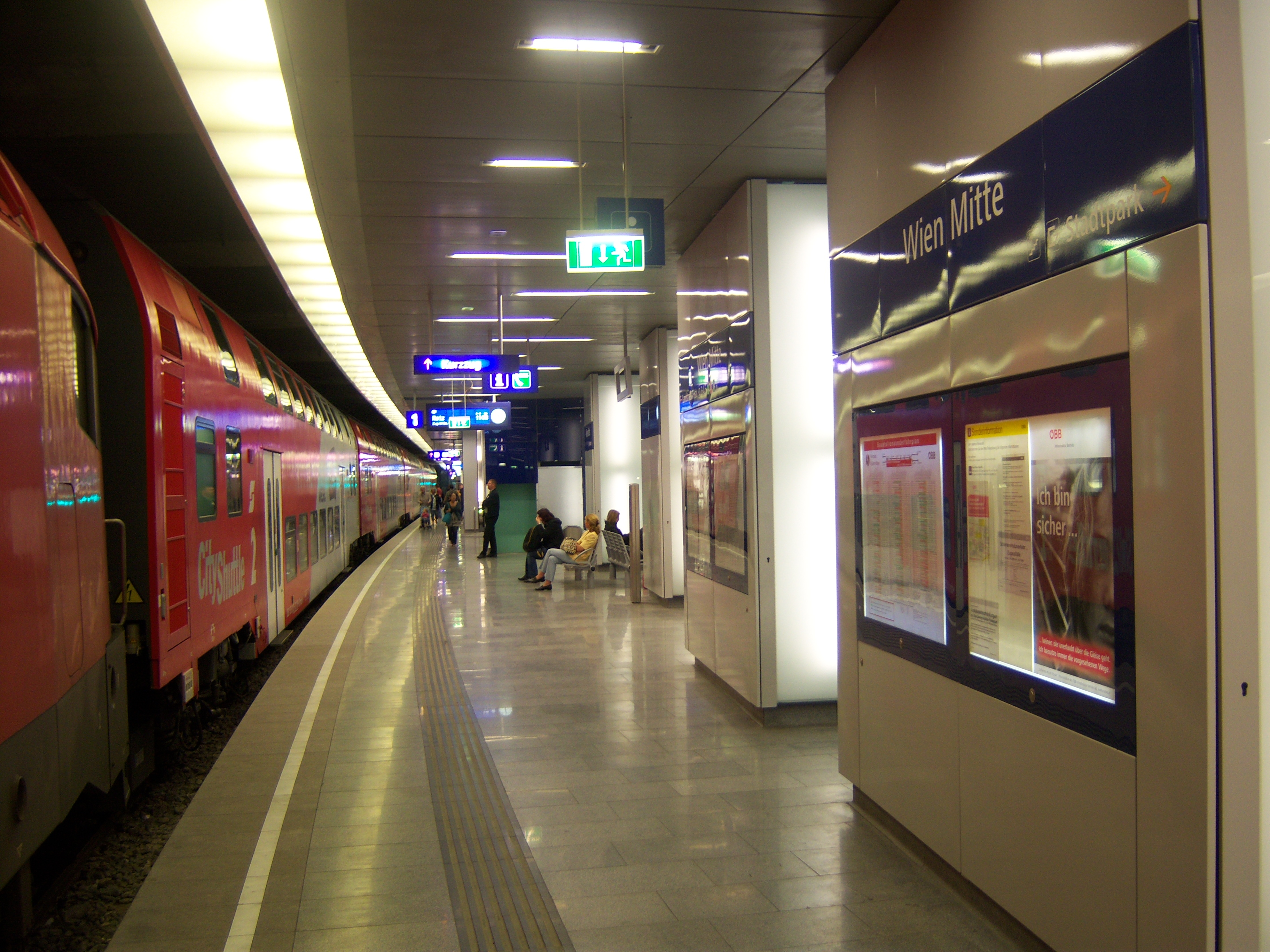
Regionaltåg
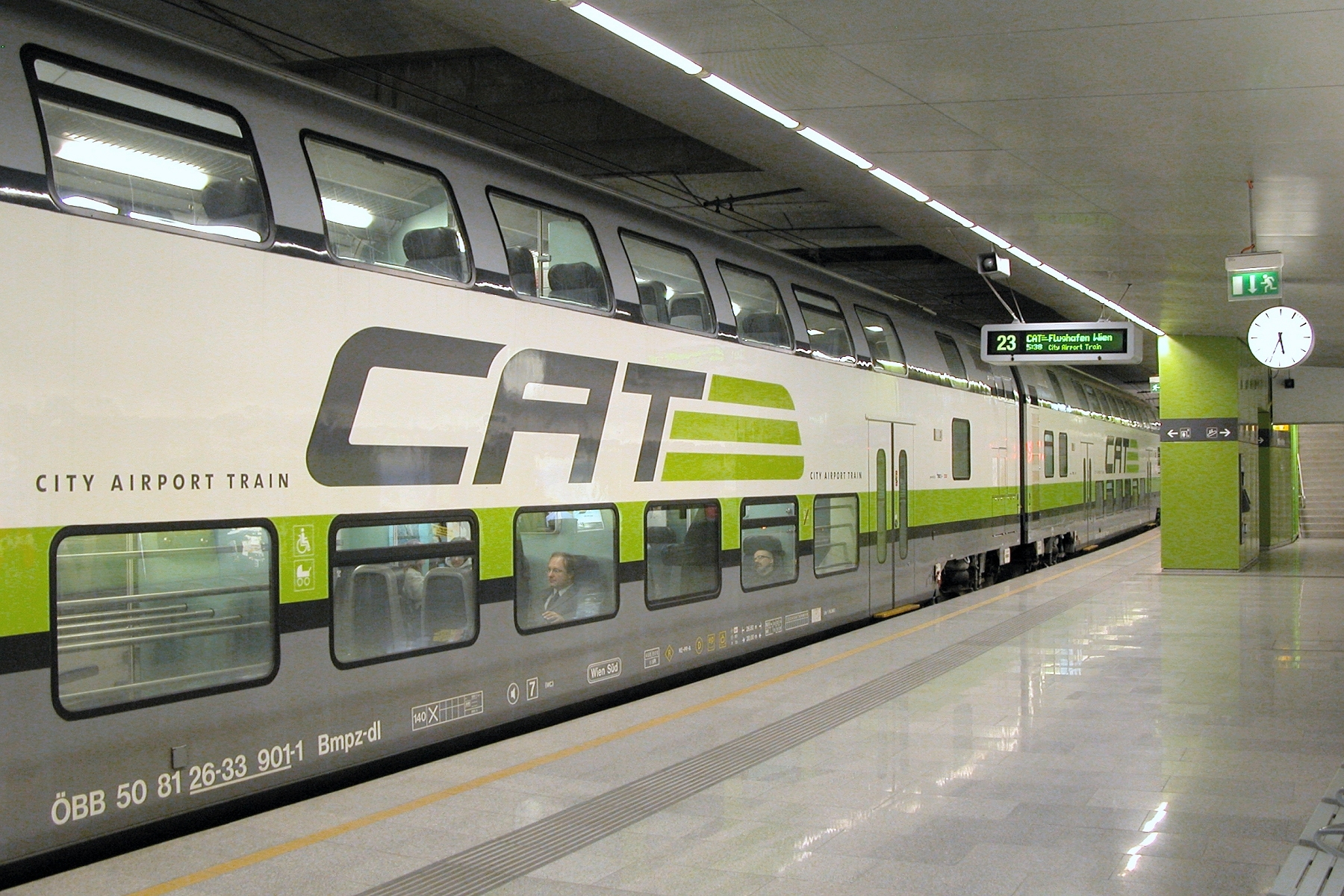
CAT-tåg
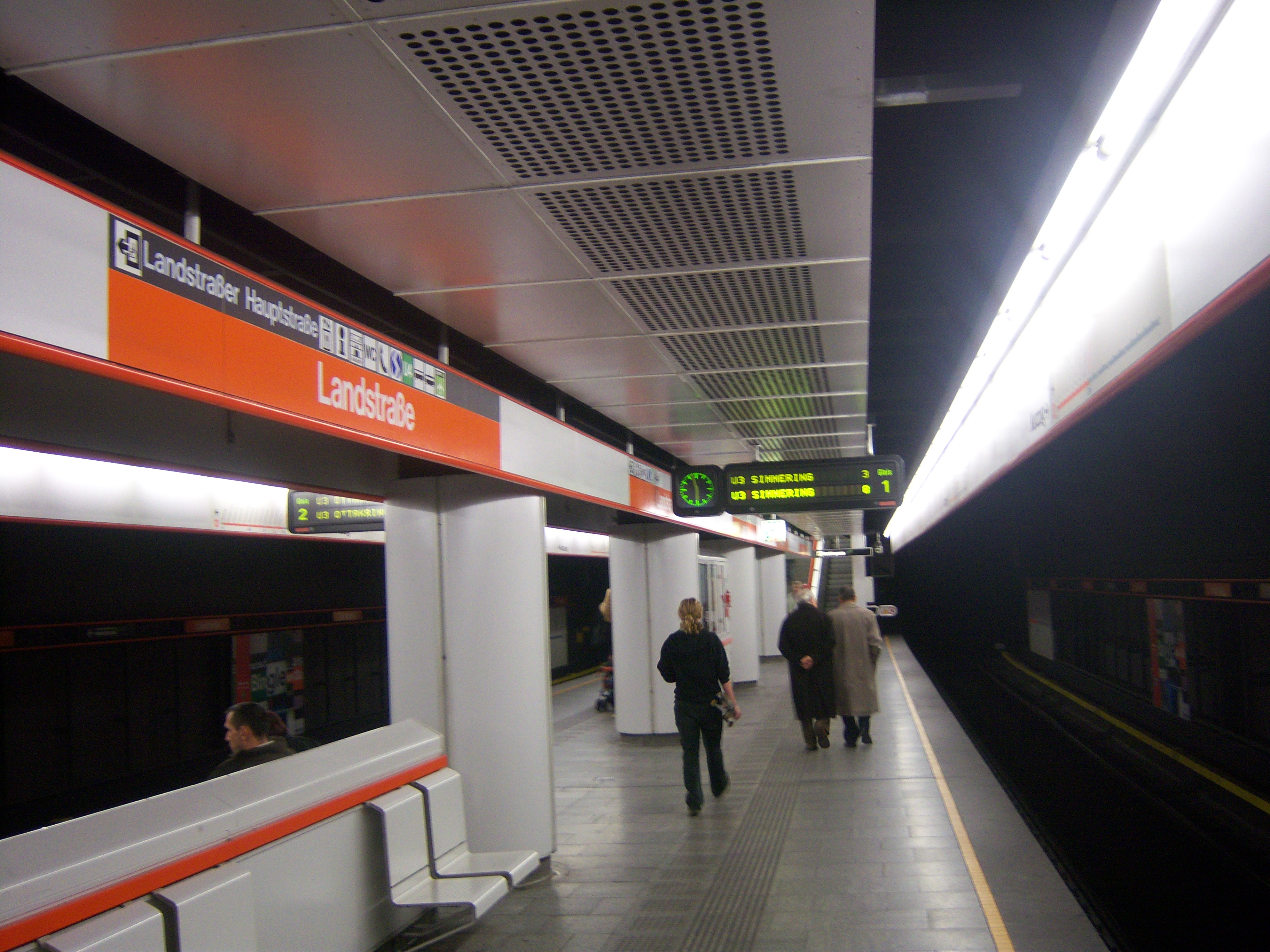
U-Bahn U3
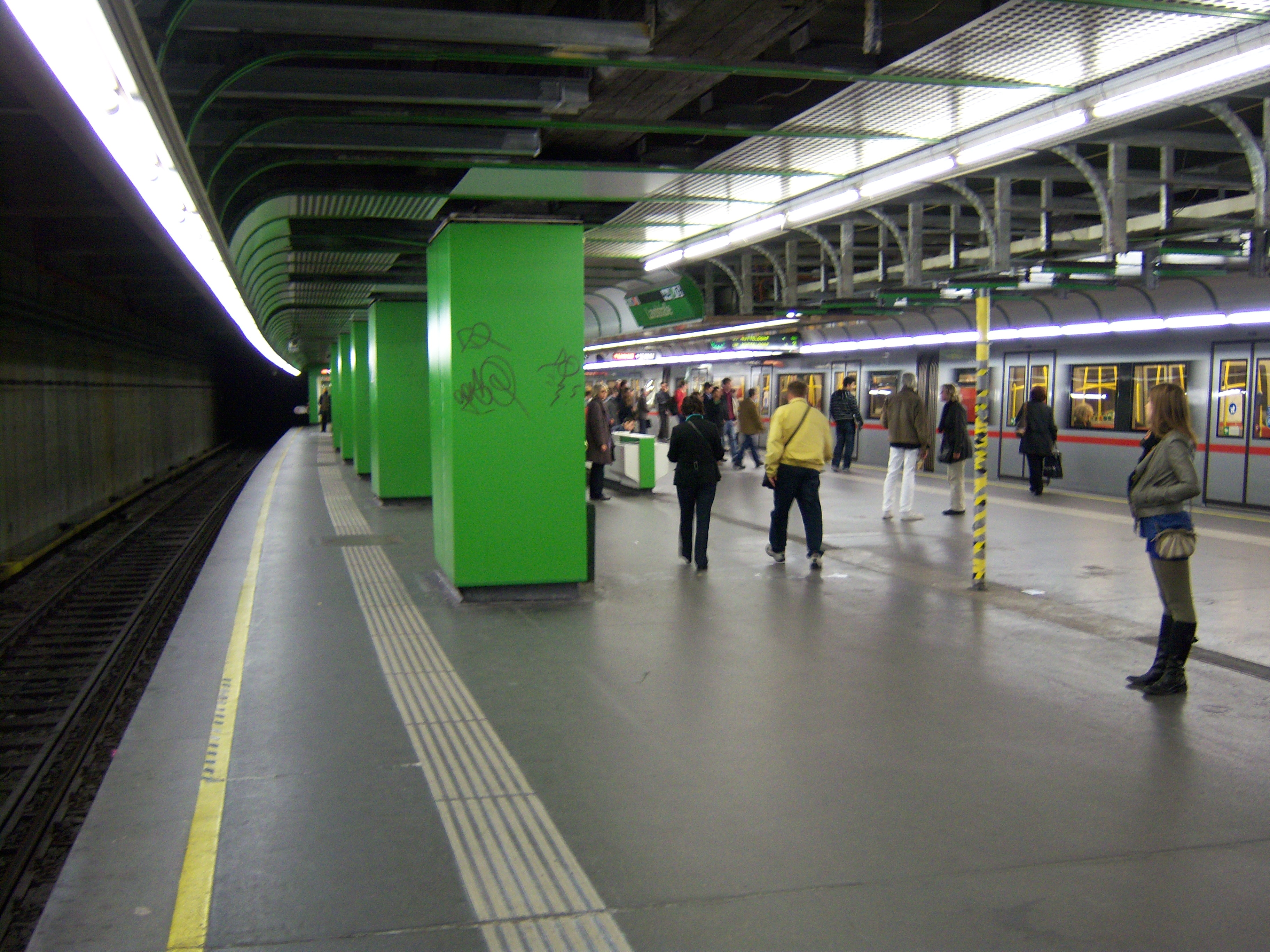
U-Bahn U4